# Attaque du convoi KMF-25A
Campagne de la Méditerranée de la Seconde Guerre mondiale
Batailles
1940
- Vado
- Siège de Malte
- Club Run
- Convoi Espero
- Mers el-Kébir
- Punta Stilo
- Cap Spada
- Hurry
- Cap Passero
- MB.8
- Tarente
- Détroit d'Otrante
- White
- Cap Teulada

1941
- Excess
- Convoi AN 14
- Grog
- Abstention
- Baie de La Sude
- Cap Matapan
- Îles Kerkennah
- Crète
- Galite
- Substance
- Halberd
- Convoi Duisburg
- Cap Bon
- Syrte (1941)
- Rade d'Alexandrie

1942
- Syrte (1942)
- Calendar
- Bowery
- Albumen
- Harpoon
- Vigorous
- Pedestal
- Agreement
- Torch
- Stoneage
- Sabordage de la flotte française à Toulon
- Portcullis
- Banc de Skerki
- Olterra (navire auxiliaire)
- Raid sur Alger

1943
- Zouara
- Convoi de Cigno
- Convoi de Campobasso
- Corkscrew
- Husky
- Gela
- Scylla
- Pietracorbara
- Dodécanèse
  - Rhodes
  - Leros
  - Kos
- Convoi KMF-25A

1944
- Ist
- Raid sur Santorin
- Raid sur Symi
- Port-Cros
- La Ciotat
- Île de Pag

1945
Mer Ligure
- Convois alliés
  - convois de Malte
- Campagne des U-boote
- Campagne adriatique

L'attaque du convoi KMF-25A ou l'action au large du cap Bougaroun, est une opération de la Luftwaffe contre un convoi naval allié dans le cap Bougaroun, au large des côtes algériennes pendant la Seconde Guerre mondiale. Le convoi composé de navires américains, britanniques, grecs et néerlandais est attaqué le 6 novembre 1943 par 25 avions allemands. Six navires alliés sont coulés ou endommagés contre six avions allemands perdus. Les forces allemandes remportent une victoire tactique, bien que les navires de guerre alliés impliqués reçoivent le mérite d'avoir défendu leur convoi et d'avoir réagi rapidement à leurs pertes. Cette réponse rapide permettra le sauvetage de plus de 6 000 militaires et civils sans autre perte de vie.

## Contexte
Le convoi KMF-25A est composé de 26 transports escortés par 15 navires de guerre et navigue de Liverpool à Naples. Les 26 transports acheminent environ 28 000 soldats américains, britanniques et canadiens ainsi que des fournitures de guerre et des infirmières. La plupart, sinon tous, sont armés de petits canons navals et anti-aériens ; les navires américains et néerlandais disposent à bord des gardes armés. Le convoi désigné Task Group 60.2 est sous le commandement du capitaine de la marine américaine Charles C. Hartman, au sein du navire amiral USS Mervine. Le TG 60.2 comprend le croiseur léger britannique HMS Colombo et les destroyers USS Mervine, Davison, Parker, Laub, Beatty, Tillman, McLanahan et Haydon avec deux autres navires de la classe Hunt. Il y a aussi quatre destroyers d'escorte, deux grecs et deux américains, dont l'USS Frederick C. Davis et Herbert C. Jones.
Le 27 octobre 1943, le convoi KMF-25A quitte la Grande-Bretagne pour l'Egypte et finalement pour l'Italie. Après avoir dépassé Gibraltar, les navires reçoivent un soutien aérien de la Royal Air Force, mais ces escadrons d'avions ne peuvent qu'aider dans la mesure où chacun est constamment en rotation avec un autre. La rotation laisse le convoi sans soutien pendant plusieurs minutes d'affilée tandis que la Royal Air Force déploie de nouveaux avions. C'est au cours d'une de ces périodes qu'une force de 9 bombardier-torpilleurs et de 16 bombardiers de la Luftwaffe interceptent le convoi.

## La bataille
Le convoi navigue en colonnes de sept à neuf navires chacun de Mers el-Kébir à Naples. L'USS Laub est seul et a 9 km d'avance sur la flotte pour fournir un écran radar. L'USS Mervine dirige les navires de guerre dans un parcours circulaire autour des trois colonnes. Les Beatty et Tillman ferment la marche et le Mervine navigue à 1 800 m devant. Juste après le coucher du soleil, vers 17 h 45, le 6 novembre, le convoi navigue par temps couvert, à 65 km de Philippeville au large du cap Bougaroun. L'USS Laub détecte alors six avions ennemis attaquant par le nord. Son commandant communique par radio au capitaine Hartman qui signale aux destroyers de mettre en place un écran de fumée et de se préparer à l'action. Les milliers de soldats et les civils reçoivent également l'ordre de descendre sous le pont et d'y rester jusqu'à la fin de la menace. Un instant plus tard, l'USS Tillman capte un avion ennemi et ouvre le feu à une distance de 7 km. Manquant de précision à cette distance, les tirs servent d'avertissement aux autres escortes à proximité.

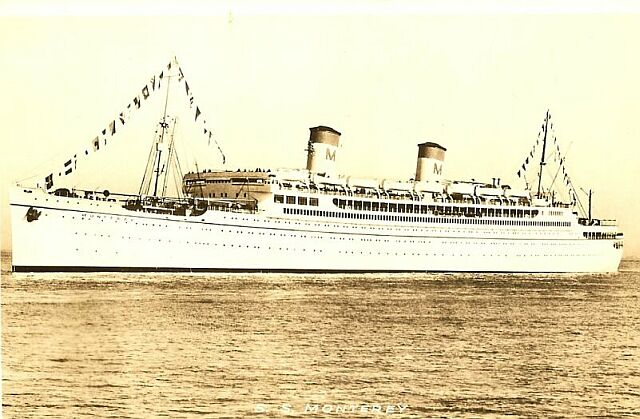
Le SS Monterey dans les années 1930.

Les forces allemandes comprennent des Heinkel He 111 équipés de torpilles F5B, des Dornier Do 217 équipés de missiles Henschel Hs 293 et des Junkers Ju 88. Ils se séparent en petits groupes et attaquent à basse altitude, à environ 300 m. Initialement, les Américains envoient des signaux amis ou ennemis aux aéronefs approchants, mais lorsqu'un des avions est identifié comme allemand, Hartman en est informé et ordonne aux escortes d'ouvrir le feu. Lorsque les avions allemands arrivent à portée, les escortes et les transports font feu vers le ciel avec une grêle massive de mitrailleuses, de tirs anti-aériens et navals. Quelques secondes plus tard, les Allemands lancent leurs missiles et leurs torpilles. La bataille dure moins de 30 minutes, mais pendant ce temps des milliers de livres de munitions sont gaspillés. L'USS Beatty, commandé par le commandant William Outerson, observe d'abord des tirs de mitrailleuses à 18 h 03 et capte cinq avions entrants suivis d'une explosion de bombe à 18 h 04. À 18 h 05, il ouvre le feu sur deux autres avions Ju 88 à 15 000 m de distance, qui tentent de se faire passer pour des avions alliés.
La plupart des avions attaquants semblent viser le navire Tillman, mais parvient à empêcher la destruction grâce à son capitaine qui dirige son navire de manière experte pendant le bombardement. Le premier avion aperçu par celui-ci est un Dornier larguant une bombe planante à environ 900 m au-dessus du niveau de la mer sous le feu nourri de la batterie principale du destroyer. Lorsque le projectile fonce droit sur le navire à 550 m de lui, des tirs de mitrailleuses de Tillman visent la bombe qui explose à 140 m du côté bâbord. Le bombardier est ensuite détruit par ces canons de 5 pouces (130 mm) tandis qu'une autre bombe explose à 460 m du côté tribord. Bien qu'ayant échappé aux projectiles, une commotion endommage le radar de contrôle de tir et la structure arrière du destroyer. À 18 h 13, l'un des avions lance-torpilles allemands lance une torpille à 450 m du Beatty, 30 quelques secondes plus tard, le missile heurte la salle des machines arrière près du cadre 124. L'explosion fait un trou relativement petit dans la coque ; 11 des hommes sont tués, un mourra plus tard des blessures et un troisième marin, l'homme radio de 3e classe Samuel Poland est projeté par-dessus bord avec un K-gun et une grenade sous-marine. La charge n'explose pas. Un officier et six hommes sont blessés et l'USS Beatty commence lentement à couler. Immédiatement, des équipes de contrôle des dommages sont envoyées pour colmater le trou de la torpille et éteindre les incendies tandis que d'autres largue le poids en trop afin d’éviter qu'il ne coule, notamment les munitions ou le câble de remorquage, entre autres. La salle des machines est inondée, éteignant toute l'électronique à bord. L'un des caisson est également rempli d'eau, provoquant une gîte de douze degrés à bâbord. Le destroyer reste à flot pendant plus de quatre heures avant que son équipage n'abandonne le navire à 19 h 00 et qu'il ne sombre à la position 37° 10′ N, 6° 00′ E. Sa quille étant endommagée, le destroyer se brise en deux et coule vers 23 h 00. Les blessés seront transférés sur l'USS Parker.

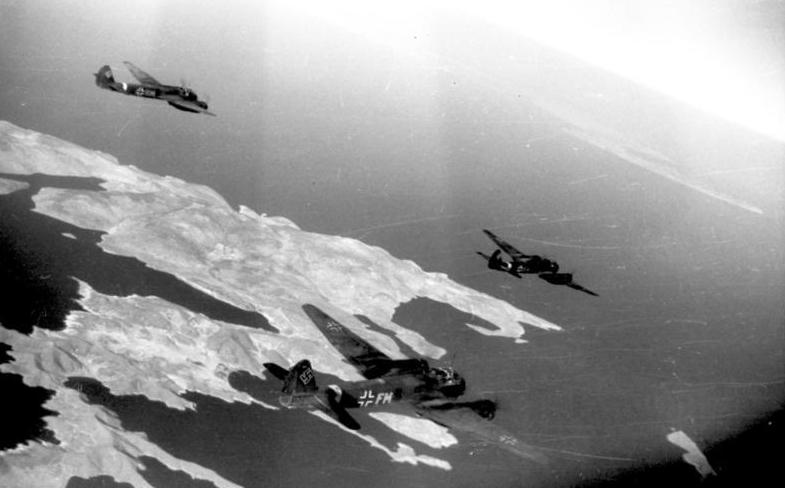
Ju 88 au-dessus de la Méditerranée en 1943.

Le SS Monterey, un paquebot attribué par la War Shipping Administration (WSA) et exploité comme transport de troupes, fait partie du convoi sous le commandement du capitaine Elis R. Johanson et armé de canons antiaériens de 20 millimètres. Il est attaqué par un bombardier torpilleur, mais ses artilleurs parviennent à abattre l'avion avant qu'il ne lance une attaque. L'avion endommagé perdra de l'altitude et ira s'écraser en passant au-dessus du Monterey en heurtant et arrachant des équipements radio. Le capitaine Johanson recevra la Merchant Marine Distinguished Service Medal. Le Santa Elena, un paquebot de la Grace Line alloué à la WSA converti en transport de troupes, sous le commandement de William C. Renaut, est touché deux fois et coule quelques heures plus tard à la position 37° 13′ N, 6° 21′ E, lors de son remorquage vers le port de Philippeville. Le Santa Elena transportait 1 848 soldats canadiens et 101 infirmières. Quatre membres d'équipage sont tués et la garde armée américaine à bord sauve plusieurs hommes piégés dans les cales. Deux transports néerlandais armés sont également touchés : le SS Marnix van St. Aldegonde, avec 2 900 troupes à bord, est lourdement endommagé, mais aucun mort n'est à déplorer ; l'Aldegonde parvient à rester à flot jusqu'à atteindre le rivage, avant de couler dans l'avant-port de Philippeville alors que son commandant tente de l'échouer. Des milliers de soldats, de marins marchands et de marins réguliers se retrouvent bloqués dans l'eau. L'autre navire hollandais endommagé est le vapeur SS Ruyz ; un homme est tué mais le navire parvient à atteindre le port.
Vers 18 h 30, un bombardier allemand proche du SS Almanzora est touché par des tirs concentrés du transport armé, l'avion heurte au droit de l'écoutille n°2, côté bâbord. Une partie de l'aile atterrit sur la proue, le journal de bord du pilote et d'autres éléments du cockpit sont découverts plus tard et remis au renseignement militaire au port.
Les deux transports coulés ne sont pas lourdement endommagés, mais touchés à des endroits stratégiques pour provoquer un naufrage. Les Allemands larguent des dizaines de missiles et de torpilles, mais la plupart d'entre eux échouent à atteindre d'autres cibles. Au moins quatre coups sont portés sur la flotte alliée qui détruit six avions en retour : on estime que dix aviateurs allemands sont tués. Les forces britanniques et grecques ne subissent aucun dommage ni victime. Le HMS Colombo avance devant la colonne centrale des navires et offre un tir antiaérien précis : il abat au moins un avion ennemi. L'USS Davison détruit également un avion allemand. À 18 h 20, tous les avions lance-torpilles et bombardiers sont hors de vue du convoi et retournent à la base. Dix-sept Américains et Hollandais ont été tués et au moins neuf autres blessés. Le capitaine Hartman estime que les avions allemands se concentraient sur les escortes afin qu'ils puissent attaquer les transports sans opposition, mais les Alliés ayant riposté avec précision, les Allemands ont subi de lourdes pertes et, finalement, seuls six navires sur 41 ont été endommagés.

## Conséquences

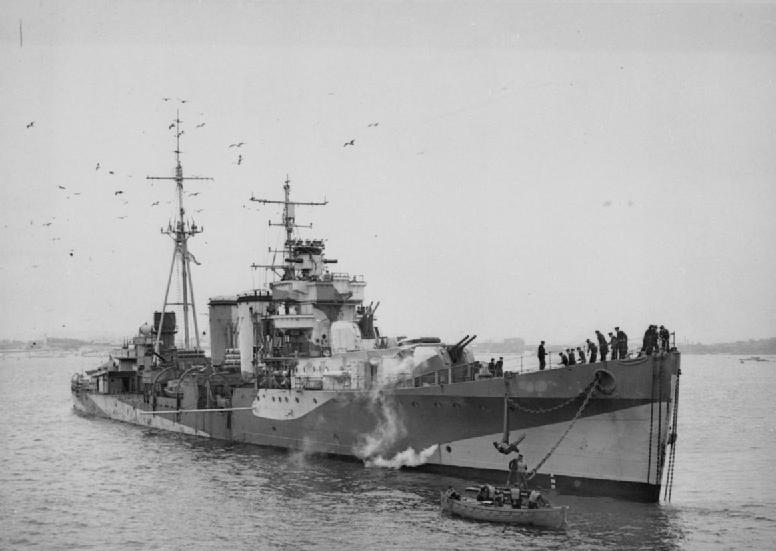
Le HMS Colombo en juillet 1943.

Les opérations de sauvetage des survivants à la dérive débutent alors que les bombes pleuvent encore. Des destroyers américains ont secouru des transports endommagés en évacuant les équipages tandis que la politique britannique dictait qu'aucun survivant ne devait être secouru avant la fin des combats. Ce protocole s'est avéré mortel quelques semaines plus tard au large de l'Algérie lorsque le même escadron allemand coulera le SS Rohna. Les escortes britanniques n'ayant pas réussi à secourir les survivants immédiatement, 1 016 soldats américains se sont noyés avec 122 membres d'équipage.
L'équipage de l'USS Beatty est secouru vers 20 h 00 par les Laub et Parker. Pendant ce temps, quatre autres destroyers et remorqueurs de l'US Navy de Philippeville et d'Alger sont envoyés pour les recherches. Le dragueur de mines USS Pioneer sauve des hommes du Santa Elena et l'homme radio Samuel Poland du destroyer USS Boyle le lendemain matin. D'autres survivants sont sauvés par les Ruyz et Aldegonde avant qu'il ne s'échoue.
Au total, 6 228 personnes sont sauvés sans autre perte de vie. Au cours de la bataille au large du cap Bougaroun, un matelot inconnu à bord du Beatty a jeté par-dessus bord une bouteille à la mer. Le message cite : « Notre bateau coule. SOS n'a rien rien changé. Pense que c'est la fin. Peut-être que ce message arrivera aux États-Unis un jour. » En 1944, celle-ci est retrouvée sur les plages du Maine, après avoir parcouru des centaines de kilomètres à travers la Méditerranée et l'Atlantique Nord avant d'atteindre les États-Unis.